# Сульфид молибдена(IV)
Сульфид молибдена(IV) (дисульфид молибдена) — неорганическое бинарное химическое соединение четырёхвалентного молибдена с двухвалентной серой. Химическая формула {\displaystyle {\mathsf {MoS_{2}}}}.

## Физические свойства
Дисульфид молибдена(IV) представляет собой тяжелый серо-голубой или зеленовато-чёрный кристаллический порошок, жирный на ощупь (как графит), твёрдость 1—1,5 по шкале Мооса (оставляет серовато-зеленоватый след на бумаге в отличие от черного следа дешевого графита).
Дисульфид молибдена существует в двух кристаллических модификациях:
- гексагональная сингония, пространственная группа P 63/mmc, a = 0,316 нм, c = 1,229 нм, Z = 2;
- ромбоэдрическая сингония, пространственная группа R 3m, a = 0,3164 нм, c = 1,839 нм, Z = 3.

В дисульфиде молибдена каждый атом MoIV находится в центре тригональной призмы и окружён шестью атомами серы. Тригональная призма ориентирована так, что в кристалле атомы молибдена находятся между двумя слоями атомов серы. Из-за слабых ван-дер-ваальсовых сил взаимодействия между атомами серы в MoS2, слои могут легко скользить друг относительно друга. Это приводит к появлению смазочного эффекта.
Дисульфид молибдена является диамагнетиком и полупроводником.

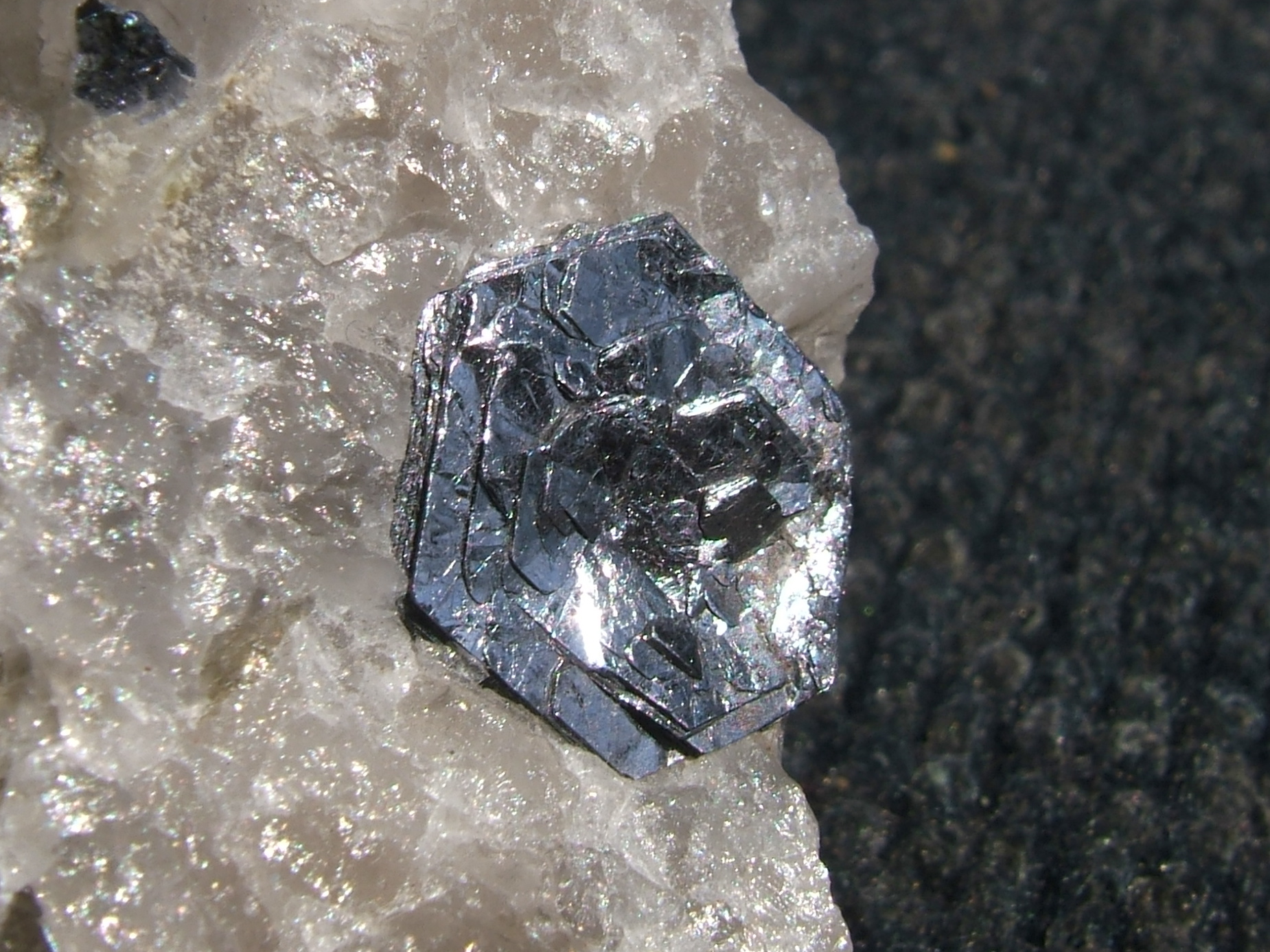
Молибденит

## Получение
В природе дисульфид молибдена встречается в виде минерала — молибденита. Известна также природная аморфная форма — йордизит (англ. jordisite), которая встречается значительно реже. Руды молибденита всегда содержат большое количество примесей, поэтому их обогащают с помощью флотации, получая в конце процесса относительно чистый MoS2 — основной исходный продукт для дальнейшего получения молибдена.
В лабораторной практике дисульфид молибдена может быть получен непосредственно из элементов:
{\displaystyle {\mathsf {Mo+2S{\xrightarrow {600-700^{\circ }C}}MoS_{2}}}}
Взаимодействием молибдена или его диоксида с сероводородом:
{\displaystyle {\mathsf {Mo+2H_{2}S{\xrightarrow {>800^{\circ }C}}MoS_{2}+2H_{2}}}}
{\displaystyle {\mathsf {MoO_{2}+2H_{2}S{\xrightarrow {400^{\circ }C}}MoS_{2}+2H_{2}O}}}

## Химические свойства
Дисульфид молибдена не растворяется в воде, не реагирует с разбавленными кислотами и щелочами.
При нагревании без доступа воздуха MoS2 разлагается в несколько стадий:
{\displaystyle {\mathsf {MoS_{2}{\xrightarrow {\sim 1100^{\circ }C}}Mo_{2}S_{3}+S{\xrightarrow {\sim 1100^{\circ }C,\ vacuum}}Mo+S}}}
При нагревании на воздухе дисульфид молибдена окисляется:
{\displaystyle {\mathsf {2MoS_{2}+7O_{2}{\xrightarrow {400-600^{\circ }C}}2MoO_{3}+4SO_{2}}}}
Перегретый пар также взаимодействует с дисульфидом молибдена:
{\displaystyle {\mathsf {MoS_{2}+2H_{2}O{\xrightarrow {500^{\circ }C}}MoO_{2}+2H_{2}S}}}
Концентрированные неокисляющие кислоты разлагают MoS2 до диоксида:
{\displaystyle {\mathsf {MoS_{2}+2H_{2}SO_{4}{\xrightarrow {~~}}MoO_{2}\downarrow +2S\downarrow +2SO_{2}+2H_{2}O}}}
Концентрированные, горячие окисляющие кислоты окисляют MoS2 до триоксида:
{\displaystyle {\mathsf {MoS_{2}+18HNO_{3}{\xrightarrow {100^{\circ }C}}MoO_{3}\downarrow +18NO_{2}+2H_{2}SO_{4}+7H_{2}O}}}
Водород восстанавливает дисульфид молибдена:
{\displaystyle {\mathsf {MoS_{2}+2H_{2}{\xrightarrow {800^{\circ }C}}Mo+2H_{2}S}}}
При хлорировании дисульфида молибдена при повышенных температурах получается пентахлорид молибдена:
{\displaystyle {\mathsf {2MoS_{2}+7Cl_{2}{\xrightarrow {t}}2MoCl_{5}+2S_{2}Cl_{2}}}}
Дисульфид молибдена реагирует с литием с образованием интеркаляционных соединений:
{\displaystyle {\mathsf {MoS_{2}+{\mathit {x}}Li{\xrightarrow {~~~}}Li_{\mathit {x}}MoS_{2}}}}
При реакции с n-бутиллитием получается соединение с формулой LiMoS2.
При сплавлении с сульфидами щелочных металлов образует тиосоли:
{\displaystyle {\mathsf {MoS_{2}+Na_{2}S{\xrightarrow {~t~}}Na_{2}MoS_{3}}}}

## Использование в качестве смазки
MoS2 с размером частиц в диапазоне 1—100 мкм является сухим смазывающим веществом. Существуют немного альтернатив (в их числе - дисульфид вольфрама), которые могут иметь высокие смазочные и стабильные свойства вплоть до температур в 350 °C в окислительных средах, а также в вакууме. Испытания MoS2 с использованием трибометра при низких нагрузках (0,1—2 Н) дают значение коэффициента трения меньше 0,1.
Дисульфид молибдена часто является компонентом смесей и композиционных материалов с низким коэффициентом трения. Такие материалы используются в критически важных компонентах, например, в авиационных двигателях. При добавлении к пластмассе MoS2 формирует композиционный материал с улучшенной прочностью и с уменьшением трения. В качестве полимеров, к которым добавляют MoS2, используются нейлон, тефлон и веспел (англ. vespel). Были разработаны самосмазывающиеся композиционные покрытия для высокотемпературных конструкций, состоящие из дисульфида молибдена и нитрида титана при помощи CVD-технологии.

### Специфическое использование
MoS2 часто используется как смазка в двухтактных двигателях, например, в двигателях мотоциклов. Он также используется в шарнирах равных угловых скоростей и в карданном вале.
Со времени войны во Вьетнаме дисульфид молибдена использовался для смазки оружия.
Покрытия ствола такой смазкой увеличивает точность стрельбы. В настоящее время дисульфидом покрываются непосредственно пули.
MoS2 применяется в турбомолекулярных насосах, использующихся при получении сверхвысокого вакуума со значением давления до 10−9 торр (при −226 до 399 °C).
Смазка из MoS2 применяется при дорновании для предотвращения образования наростов на обрабатываемой поверхности.
Сульфид молибдена(IV) применяется при производстве керамических изделий, так как при добавлении к глинам способен придавать ей синий или красный цвет (в зависимости от процентного содержания) при обжиге.

## Использование в нефтехимии
Синтетический дисульфид молибдена используется в качестве катализатора для сероочистки на нефтеочистительных заводах, например, при гидрообессеривании. Эффективность катализаторов из MoS2 увеличивается при их легировании небольшим количеством кобальта или никеля, а также смесями, основанных на оксиде алюминия.

## Использование в электронике
Дисульфид молибдена — полупроводник, поэтому он, в принципе, может применяться для изготовления диодов, транзисторов и других элементов твердотельной электроники. Но объёмный MoS2 оказался по своим свойствам достаточно посредственным полупроводником, уступающим кремнию и другим широко используемых веществам. С другой стороны, тонкие пленки из MoS2 толщиной в один атом обладают радикально иными качествами.
«Двумерные плёнки дисульфида молибдена» рассматриваются как перспективный материал для производства высокочастотных детекторов, выпрямителей и транзисторов. MoS2 попадает в один ряд с такими известными двумерными материалами, как графен и силицен.

## Использование в будущем

### В качествефотокатализатора
В сочетании с сульфидом кадмия дисульфид молибдена увеличивает скорость фотокаталитического производства водорода. А при смешении с диоксидом титана получают чернильную массу, хорошо поглощающую водяные пары в темноте и разлагающуюся на солнце с выделением водорода и кислорода.

### В качестве генератора тока на осмосе между пресной и соленой водой
Дисульфид молибдена может использоваться для создания осмотических мембран, пропускающих молекулы определенного размера.